# Paul Albrecht (Musiker)
Paul Albrecht (* 1996) ist ein deutscher Musiker (Schlagzeug). Er tritt auch unter dem Künstlernamen Paulbright auf.

## Leben und Wirken
Albrecht wuchs in Möglingen auf; seine Mutter ist die Malerin Marlis Albrecht. Mit fünf Jahren begann er, Schlagzeug zu lernen. Er besuchte das Goethe-Gymnasium in Ludwigsburg, wo er Mitglied der Big Band war; bereits im Alter von 16 begann er als Jungstudent ein Vorstudium im Fach Jazz-Schlagzeug an der Hochschule für Musik und Darstellende Kunst Stuttgart. Im Jahr 2016 begann Albrecht ein Studium im Fach Jazz-Schlagzeug an der Folkwang Universität in Essen; er schloss es 2021 mit Auszeichnung ab. Er war von 2020 bis 2022 Mitglied des Bundesjazzorchesters (BuJazzO).
Paul Albrecht ist Schlagzeuger in der 2017 von Jakob Manz gemeinsam mit den Musikern Hannes Stollsteimer (Piano) und Frieder Klein (E-Bass) gegründeten Band The Jakob Manz Project. Die  erste EP Je suis Paris erschien noch im selben Jahr bei Neuklang, einem Label der Bauer Studios. Im April 2020 folgte das Album Natural Energy, das beim Label ACT veröffentlicht wurde. Die Formation gewann den ersten Preis bei den Future Sounds 2018 auf den Leverkusener Jazztagen sowie den Biberacher Jazzpreis 2018.
Als Schlagzeuger gehörte Albrecht mit Julius van Rhee, Felix Waltz und Luca Müller zur Formation Big Spider, die 2019 den Jungen Deutschen Jazzpreis errang, der von der Hochschule Osnabrück ausgeschrieben wird. Mit seiner Band Paulbright Experience gewann er den ersten Preis im Future Sounds-Wettbewerb 2021 der Leverkusener Jazztage. Im Jahr 2022 erschien sein Debüt-Soloalbum Paulbright auf dem von ihm gegründeten Label All Bright.
Albrecht arbeitet zudem mit dem Popmusiker Schmyt zusammen. Er tritt auf Festivals wie z. B. dem Jazz Baltica oder den Leverkusener Jazztagen auf.
Er ist endorsed artist bei den Schlagzeugfirmen Meinlstickandbrush und GEWA Drums.
Albrechts Stil wird beschrieben als beeinflusst von Groove und Jazz.

## Diskografische Hinweise
- Paul Albrecht: Paulbright (All Bright, 2022)

mit The Jakob Manz Project
- The Jakob Manz Project: Natural Engergy (ACT 2020, mit Hannes Stollsteimer, Frieder Klein)
- The Jakob Manz Project: Je suis Paris, EP (2017, mit Hannes Stollsteimer, Frieder Klein)